# Seetal (Tamsweg)
Seetal ist ein kleiner Weiler in der Marktgemeinde Tamsweg im Lungau, Bundesland Salzburg, Österreich. Mit etwa 142 Einwohnern liegt er auf rund 1233 Metern Seehöhe und ist umgeben von alpiner Landschaft.

## Geographie
Geografisch liegt Seetal am Seetaler Bach, der vom Seetaler See gespeist wird. Die Umgebung ist geprägt von Hügeln und Bergen wie dem Gstoder im Süden und dem Schrenkenbichl im Norden.

## Geschichte
Die Wasserscheide am Schwarzenbichl und die Lage zwischen den Bächen und Bergen machten Seetal zu einem wichtigen Punkt im lokalen Wegenetz. 
Im Laufe der Jahrhunderte entwickelte sich Seetal zu einer eigenständigen Ortschaft.
Im Jahr 1713 kam es in Seetal zu einer Pestepidemie.
Im Jahr 1936 wurde Seetal in die Verwaltung von Tamsweg eingegliedert. Seetal verfügt weiterhin über die Volksschule Seetal.
Der Ortsname „Seethal“ wurde bis ins 20. Jahrhundert hinein verwendet, bevor sich die heutige Schreibweise „Seetal“ durchsetzte. Die ältere Form mit „h“ spiegelt eine historische Schreibweise wider, die in vielen Regionen Österreichs üblich war, sich aber im Zuge von Verwaltungsreformen und der Vereinheitlichung von Ortsnamen allmählich änderte. Es wird vermutet, dass der Familienname Seethaler sich in der unmittelbaren Umgebung der Gemeinde entwickelt hat.

## Kultur und Sehenswürdigkeiten
- Burgruine Klausegg: Eine mittelalterliche Grenzbefestigung, die einst zur Verteidigung gegen die Steiermark diente.[9]
- Katholische Pfarrkirche Seetal hl. Johannes der Täufer
- Schwarzenbichlkapelle Mariä Namen